# Lake Ferris
Der Lake Ferris (englisch; chinesisch 紫阳湖 Zhiyang Hu) ist ein See an der Ingrid-Christensen-Küste des ostantarktischen Prinzessin-Elisabeth-Lands. Er liegt 2,2 km nördlich des Blundell Peak in den Larsemann Hills.
Das Antarctic Names Committee of Australia benannte ihn 1987 nach dem Biologen John Ferris, der in zwei antarktischen Sommerkampagnen zwischen 1985 und 1987 auf der Davis-Station und in den Larsemann Hills tätig war.